# Frederick Worsemao Armah Blay
Frederick Worsemao Armah Blay (gebräuchlicher: Freddie Blay) ist ein Jurist und Politiker in Ghana. Er ist seit 2001 amtierender erster Stellvertreter des Parlamentssprechers Ebenezer Sekyi-Hughes. Zwischen 1997 und 2001 war er bereits zweiter Stellvertreter des Parlamentssprechers.
Als Jurist wurde er an der Universität von Ghana ausgebildet und ist in Ghana zugelassener Barrister. Als Parteimitglied der Convention People’s Party zog Blay für den Wahlkreis Ellembelle als Direktkandidat ins Parlament ein.
Er ist verheiratet und hat drei Kinder. Er gehört dem Volk der Nzema an.
| Personendaten    | Personendaten                  |
| ---------------- | ------------------------------ |
| NAME             | Blay, Frederick Worsemao Armah |
| ALTERNATIVNAMEN  | Blay, Freddie                  |
| KURZBESCHREIBUNG | ghanaischer Politiker          |
| GEBURTSDATUM     | 20. Jahrhundert                |